# 서울신용산초등학교
서울신용산초등학교(서울新龍山初等學校)는 대한민국 서울특별시 용산구 이촌동에 있는 공립 초등학교이다.

## 학교 연혁
- 1968.02.17 학교 건축 시작(대지5464평 확보)
- 1968.05.20 조재영 교장 선생님 부임
- 1968.09.18 교사 28명 부임
- 1968.09.25 서울동이촌국민학교로 개교
- 1969.02.12 제 1회 졸업식:128명
- 1969.0..21 서울신용산초등학교로 명칭 변경
- 2016.02.11 제 48회 졸업식:졸업생 257명(총 졸업생 수:16,926명)
- 2016.09.23 제 53회  전국초등학생음악경연대회 1위(리코더 합주)
- 2016.09.24 제 53회 전국초등학생음악경연대회 3위(관현악 합주)
- 2028.09.25 개교 60주년

## 참고 자료
- 서울신용산초등학교 - 한국교육학술정보원 학교알리미